# Antocha (Antocha) triangularis
Antocha (Antocha) triangularis is een tweevleugelige uit de familie steltmuggen (Limoniidae). De soort komt voor in het Oriëntaals gebied.